# Simone Näf
Simone Näf (27 marzo 1986) è una schermitrice svizzera.

## Biografia
Ha conquistato una medaglia di bronzo nella gara di spada a squadre nei campionati europei di scherma di Plovdiv del 2009.

## Palmarès
In carriera ha conseguito i seguenti risultati:
- Europei di scherma

Plovdiv 2009: bronzo nella spada a squadre.